# Abadir
Abadir é um termo de origem fenícia que designava qualquer pedra (geralmente cônica) que se acreditasse ter vindo do céu (e habitações da divindade). Como eram objectos de superstições, eram veneradas pelas populações, merecendo um culto próprio. Segundo a lenda, era também o nome da pedra que Rea disfarçou de bebê, ao envolvê-la em cueiros (roupas de recém nascido), para enganar Cronos. Este, tomando-a por Zeus, seu filho recém-nascido, engoliu-a, pensando estar, desta forma, a eliminar aquele que o destronaria do reino do Olimpo, conforme fora profetizado.
O mesmo que bétilo.